# Ostharingen
Ostharingen ist ein Ortsteil der Gemeinde Liebenburg im Landkreis Goslar in Niedersachsen. Mit 218 Einwohnern handelt es sich um den zweitkleinsten Ortsteil der Gemeinde.

## Geographie
Folgende Orte umgeben Ostharingen:
- Upen im Nordwesten
- Posthof und Othfresen im Nordosten
- Heißum im Osten
- Dörnten im Südosten
- Kunigunde, Palandsmühle und Bredelem im Süden
- Ostlutter im Südwesten
- Lutter am Barenberge im Westen

Östlich von Ostharingen fließt in wenigen hundert Metern Entfernung die Innerste.

## Geschichte
Ostharingen gehörte ab Anfang des 16. Jahrhunderts anders als die umliegenden Ortsteile nicht zum Amt Liebenburg, sondern zum Amt Lutter. Dies war der Hildesheimer Stiftsfehde zwischen dem Hochstift Hildesheim und dem Herzogtum Braunschweig von 1519 bis 1523 geschuldet. Während das Amt Lutter braunschweigisch war, gehörten die anderen Gebiete zum Fürstentum Hildesheim, das am 29. Mai 1815 an das Königreich Hannover abgetreten wurde. Als 1942 die Stadt Salzgitter gegründet wurde, kam Ostharingen schließlich an den nun braunschweigischen Landkreis Goslar, während es zuvor Teil des Landkreises Gandersheim war.
Am 1. Juli 1972 wurde Ostharingen nach Liebenburg eingemeindet.

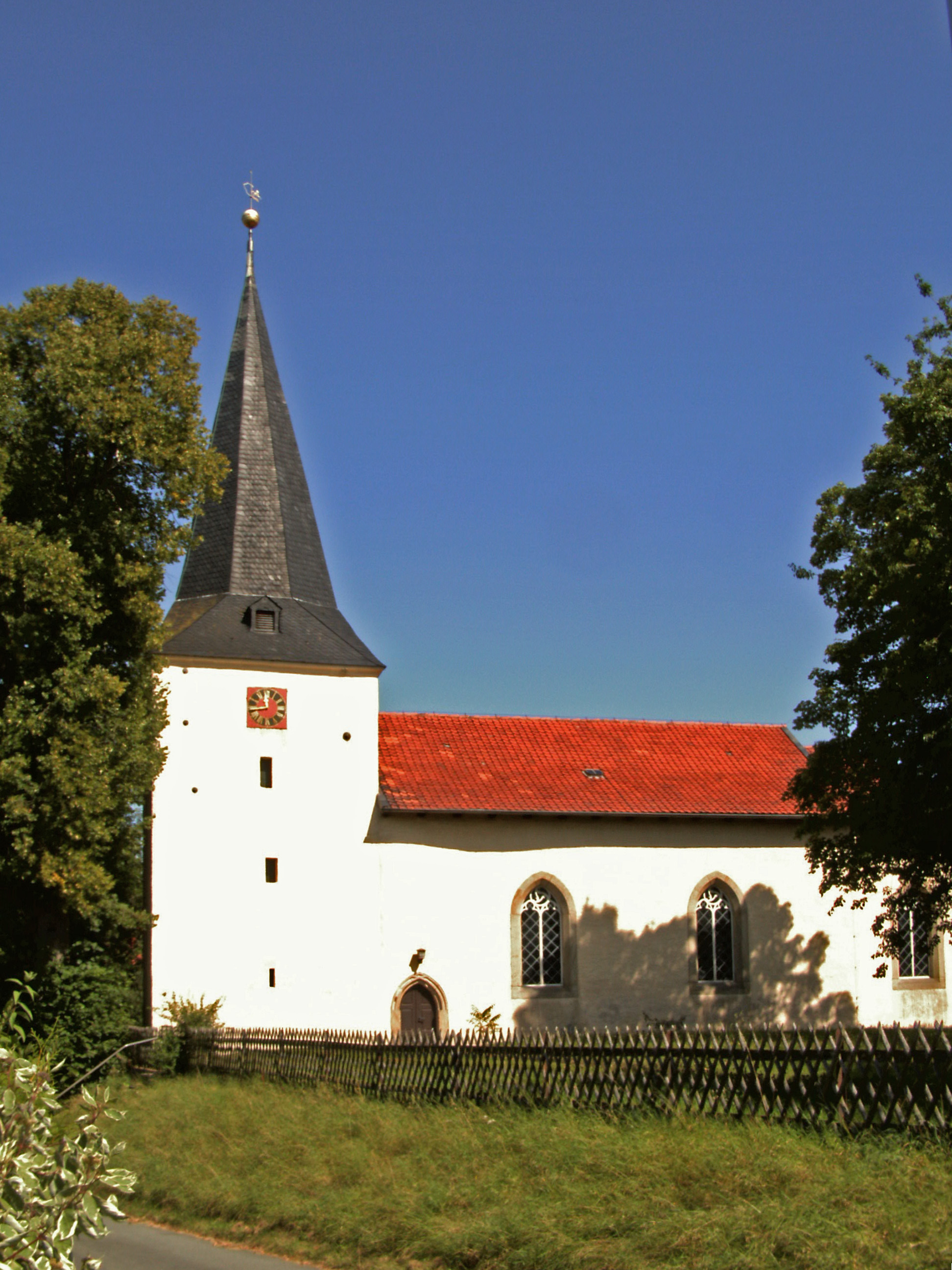
Kirche

### Kirche
Haringen zählte im Mittelalter zu den Mutterkirchen des Bistums Hildesheim und war Sitz eines Archidiakonats. Ein Teil der Kirche stammt aus dem Mittelalter. Ursprünglich folgte sie dem romanischen Baustil, wurde aber teilweise durch spätgotische Elemente umgebaut. Neben dem Kirchenschiff besteht sie aus zwei Chorräumen. Im Jahr 1626 diente die Kirche während der Schlacht bei Lutter am Barenberge im Dreißigjährigen Krieg für etwa eine Woche als Pferdestall für die von Johann T’Serclaes von Tilly geführten Truppen.
Die Kirche wurde reformiert und wird heute mit der Kirche in Bredelem zusammen verwaltet. Erhalten sind einige Teile der Ausstattung, wie das Altarkreuz aus dem mittleren 18. Jahrhundert und der Altarschrein.

### Haarhof
Auf halber Strecke zwischen Ostharingen und Ostlutter liegt an der Landesstraße 500 das Einzelgehöft Haarhof. Es handelt sich um das einzige noch verbliebene Gebäude der abgegangenen Ortschaften West- und Mittelharingen. Dies erklärt auch die Vorsilbe Ost- vor dem Ortsnamen des verbliebenen Dorfes. Die beiden anderen Orte wurden bereits im Mittelalter verlassen. Die Bewohner siedelten wohl nach Upen um.
Grund dafür war die schlechte Bodenqualität. So führten unterirdische Hohlräume immer wieder zu Erdeinstürzen. Die von den Bewohnern der beiden Ortsteile bewirtschafteten Felder sind heute größtenteils wieder bewaldet.
Der Haarhof in seiner heutigen Form wurde erst 1771 erbaut und diente als Vorwerk der Domäne Liebenburg. Hier befand sich seit dem 14. Jahrhundert eine Viehweide, deren Betrieb jedoch wie zuvor der Ackerbau eingestellt wurde, sodass der Hof von 1824 bis 1963 als Forsthaus diente. Danach befand sich eine Ausflugsgaststätte in dem Gebäude, die heute jedoch nicht mehr bewirtschaftet wird.

## Einwohnerentwicklung
Im Gegensatz zu allen anderen Ortsteilen in der Gemeinde Liebenburg zeigt Ostharingen eine leicht positive Einwohnerentwicklung:
- 2016: 235 (zum 1. Mai)[2]
- 2017: 246 (zum 30. Juni)[3]

## Politik

### Ortsrat
Der Ortsrat, der Ostharingen vertritt, setzt sich aus fünf Mitgliedern zusammen. Die Ratsmitglieder werden durch eine Kommunalwahl für jeweils fünf Jahre gewählt.
Bei der Kommunalwahl 2021 ergab sich folgende Sitzverteilung:
- Wählergemeinschaft Ostharingen: 5 Sitze

### Ortsbürgermeister
Ortsbürgermeisterin ist Monika Kubitschke.

### Wappen
Das Wappen zeigt zwei gekreuzte Heringe, eine Darstellung, die man auch an der Südseite der Kirche findet. Es wird angenommen, dass es sich dabei um das Wappen des ansässigen Adelsgeschlecht der Herren von Haringen handelte, die zwischen 1142 und 1217 in verschiedenen Schriftstücken genannt wurden. Die beiden Heringe stehen wohl als sprechendes Zeichen für den Ortsnamen, denn dieser wurde im 12. Jahrhundert „Herigen“ genannt. Das Wappen wurde 1998 eingeführt.

## Wirtschaft und Infrastruktur

### Verkehrsanbindung
Ostharingen liegt an der Landesstraße 500, die den Ort mit Lutter am Barenberge und Ostlutter im Westen sowie mit der Bundesstraße 6, Posthof, Othfresen und Liebenburg im Nordosten verbindet. Hinzu kommt eine Kreisstraße, die nach Süden in Richtung Kunigunde, Bredelem und Langelsheim führt.